# Streptocarpus pallidiflorus
Streptocarpus pallidiflorus är en tvåhjärtbladig växtart som beskrevs av Charles Baron Clarke. Streptocarpus pallidiflorus ingår i släktet Streptocarpus och familjen Gesneriaceae. Inga underarter finns listade i Catalogue of Life.